# مسجد الصراط المستقيم
مسجد الصراط المستقيم هو أقدم مسجد في مدينة ساماريندا الواقعة في مقاطعة كالمنتان الشرقية في إندونيسيا، يقع المسجد تحديدا في  قرية سيبرانغ، المسجد شيد في عام 1891، وهو واحد من مسجدين فازوا في مهرجان المساجد التاريخية في إندونيسيا في عام 2003 .

## التاريخ
في عام 1880 قام السيد عبد الرحمن بن السقاف  وهو تاجر مسلم قادم من بونتياناك إلى سلطنة كوتاي، واختار منطقة ساماريندا سيبرانغ كمكان لإقامته، في ذلك الوقت كانت ساماريندا سيبرانغ مشهورة خلال النهار بمصارعة الديوك وخلال الليل بالقمار، وعلاوة على ذلك يتداول فيها الخمر وأصبح مستشري في المنطقة، مما تسبب في اضطرابات ساماريندا سيبرانغ، ثم قام السقاف وقادة المجتمع المحلي بالتفاوض لإيجاد حل لساماريندا سيبرانغ لانهاء هذا الوضع المتأزم فيها، وكان الاتفاق بانشاء مسجد تبلغ مساحتها 2028 متر مربع، وبعد ذلك بعام أي في عام 1881 تم بناء الركائز الأربعة الرئيسية للمسجد من قبل السقاف والسكان المحليين، ولكنهم بعد ذلك أصبحوا غير قادرين على رفع وترسيخ الصاري الرئيسي، ثم طلب السقاف من السكان المحليين المشاركة في البناء، وبعد أحد الأيام وبعد صلاة الفجر تدفق السكان إلى موقع بناء المسجد، وأخذوا بالمساعدة في البناء، ومع كل الجهد الذي بذل الا أن مدة البناء أخذت عشر سنوات، وفي عام 1891، أو بالضبط في السابع والعشرين من شهر رجب عام 1311 هـ أنجز بناء المسجد، وفي عام 1901 قام هنري داسان وهو تاجر ثري هولندي بالتبرع بعض ممتلكاته لبناء مأذن مثمنة بطول 21 متر ، أقيمت خلف قبلة المسجد .

## العمارة
جلبت مواد البناء الرئيسية المستخدمة لبناء المسجد من أربع قرى مجاورة ساماريندا سيبرانغ، المسجد لديه مساحة البناء تقدر بحوالي 625 متر مربع، في البداية الموقع كان معروف عنه أنها مرتع للقمار وفيها عبادة الأصنام، وبالتالي قد بني على ثلاثة أحرف من أجل وقف الممارسات الاأخلاقي والمضللة، وبعد بناء المسجد اختفى النشاط غير الأخلاقي في المنطقة وازدادت شعبية المسجد، وبسبب ذلك تم تسمية المسجد بمسجد الصراط المستقيم، خضع المسجد لمرة واحدة لاعادة التأهيل في عام 2001 من قبل رئيس بلدية ساماريندا أحمد امينز، المسجد يعد تراث ثقافي وهو تحت حماية القانون رقم 5 لسنة 1992 بشأن الأجسام التراث الثقافي.

## وصلات خارجية
- البوم صور مسجد الصراط المستقيم وموقعه